# ادريانو خوسيه دي لارا
ادريانو خوسيه دي لارا (9 ديسمبر 1987 في البرازيل - ) هو لاعب كرة قدم برازيلي في مركز الظهير. لعب مع أتلتيكو باراناينسي وأتلتيكو غويانيينسي ونادي بارانا ونادي ريو أفي ونادي كوريتيبا ونادي مارينغا وJ. Malucelli Futebol ‏.

## وصلات خارجية
- ادريانو خوسيه دي لارا على موقع قاعدة بيانات كرة القدم.إي يو (الإنجليزية)